# Nungua
Nungua é uma cidade no distrito municipal de Krowor, na região da Grande Acra, no sudeste de Gana, perto da costa. Nungua é o décimo oitavo assentamento mais populoso do Gana, são 84.119 pessoas.

## Política
Nungua fica localizada no distrito eleitoral de Krowor, liderado por Agnes Naa Momo Lartey, membro do Congresso Nacional Democrático, que sucedeu Elizabeth Afoley Quaye do Novo Partido Patriótico.

## Tradições
O povo de Nungua é Ga Adangbes. Eles celebram o festival Kpledzoo. Eles estão em oito clãs: Nii Mantse, Nii Moi We, Nii Borte We, Nii Adzin We, Nii Borkwei We, Nii Osokrono We, Nii Odarteitse We, e Nii Djenge O chefe supremo de Nungua é o Rei (Dr) Odaifio Welentsi III.

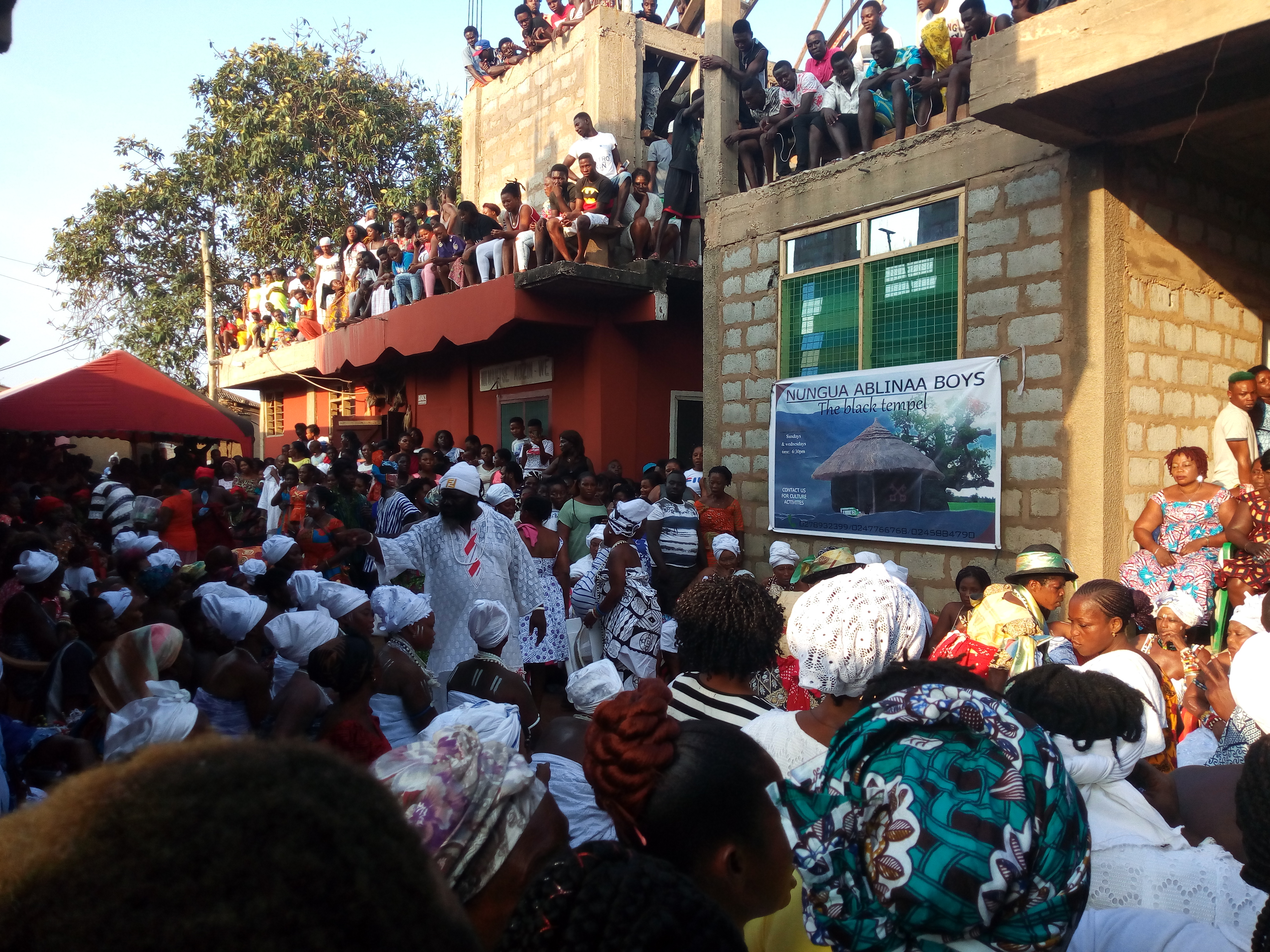
Festival Homowo, em Nungua

### Festival Homowo
Homowo é um festival celebrado pelo povo Ga de Gana na região da Grande Acra. O festival começa no final de abril e vai até maio com o plantio de safras (principalmente painço) antes do início da estação chuvosa. O povo Ga celebra o Homowo em memória da fome que ocorreu na sua história no Gana pré-colonial. O Ga Homowo ou Costume da Colheita é uma tradição anual entre o povo de Acra, com sua origem ligada ao calendário nativo e ao povo Damte Dsanwe, do bairro Asere. Asere é uma subdivisão da Divisão Ga no Distrito de Accra da Colônia Gold Coast.
Nungua começa o Homowo logo após o Odadaa ser tocado no primeiro domingo de julho.

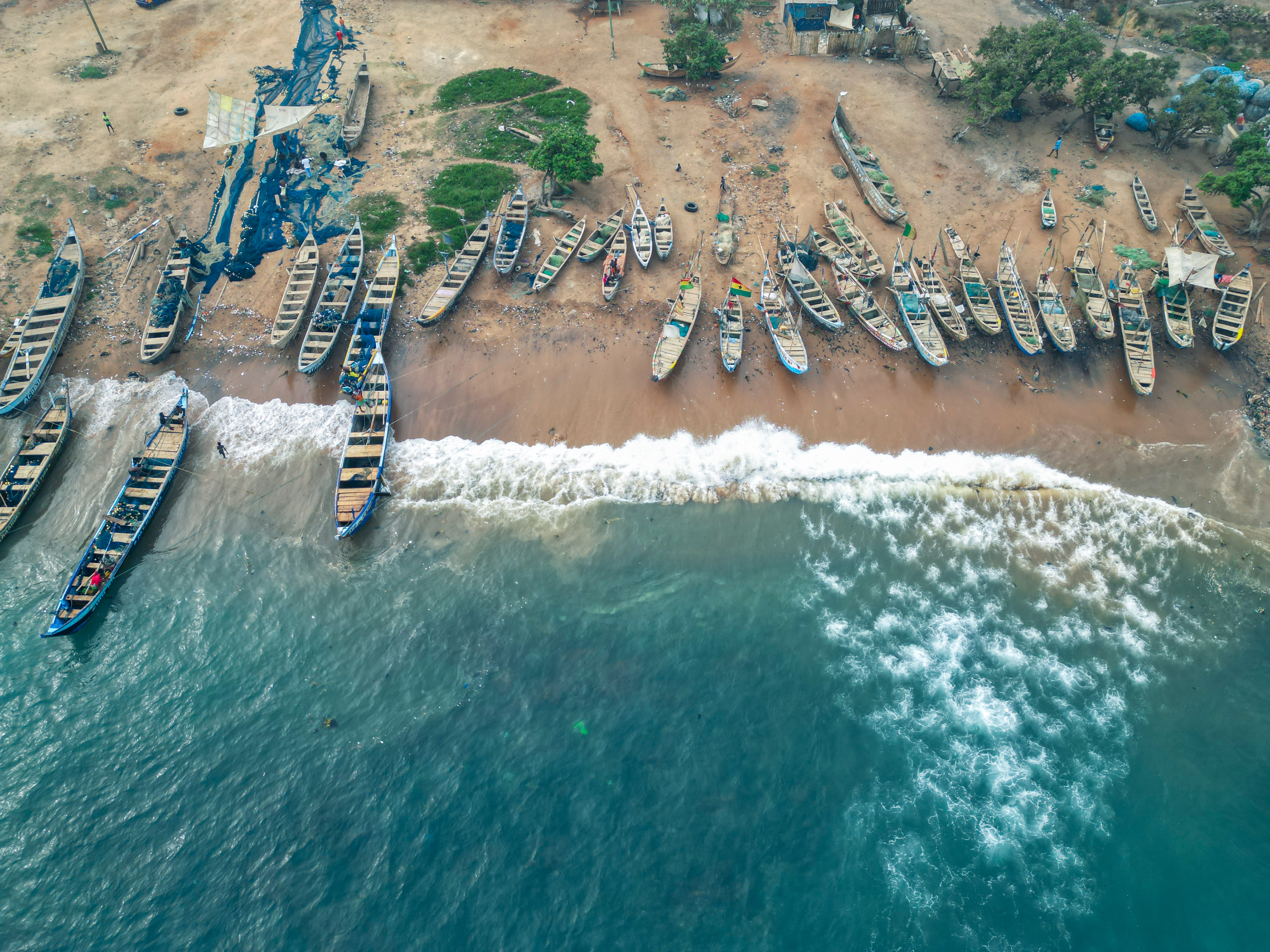
Barcos de pesca na costa de Nunga

## Transporte
Nungua é acessível por ferrovia, rodovia e mar. A cidade tem uma estação na rede leste do sistema ferroviário nacional. Uma ponte que ficou fora de serviço por algum tempo foi consertada em 2009. Táxi, tro tro (micro-ônibus) e ônibus Metro Transit estão disponíveis na estrada. As canoas também são usadas pelos moradores locais ao longo da praia.

## Educação
Dentre as escolas terciárias:
- A Universidade Marítima Regional[14]
- Faculdade da Universidade Aberta de Laweh[15]
- Escola de Formação Bancária GCB[16]

Dentre as escolas de ensino médio:
- Escola Secundária Nungua[17]
- Escola Secundária Comercial Presbiteriana de Nungua[18]
- Escola Secundária Anglicana de São Pedro[19]
- Colégio Técnico Real[20]

Dentre as escolas básicas (públicas):
- Escola Básica Metodista Nungua '1'
- Escola Básica Metodista '2' de Nungua
- Escolas Básicas Anglicanas de São Paulo
- Escolas Básicas Nungua Lekma
- Escolas básicas presbiterianas de Nungua.[21]